# Vinezac
Vinezac is een gemeente in het Franse departement Ardèche (regio Auvergne-Rhône-Alpes). De plaats maakt deel uit van het arrondissement Largentière. Vinezac telde op 1 januari 2022 1.388 inwoners.

## Geografie
De oppervlakte van Vinezac bedroeg op 1 januari 2022 10,91 vierkante kilometer; de bevolkingsdichtheid was toen 127,2 inwoners per km².
De onderstaande kaart toont de ligging van Vinezac met de belangrijkste infrastructuur en aangrenzende gemeenten.

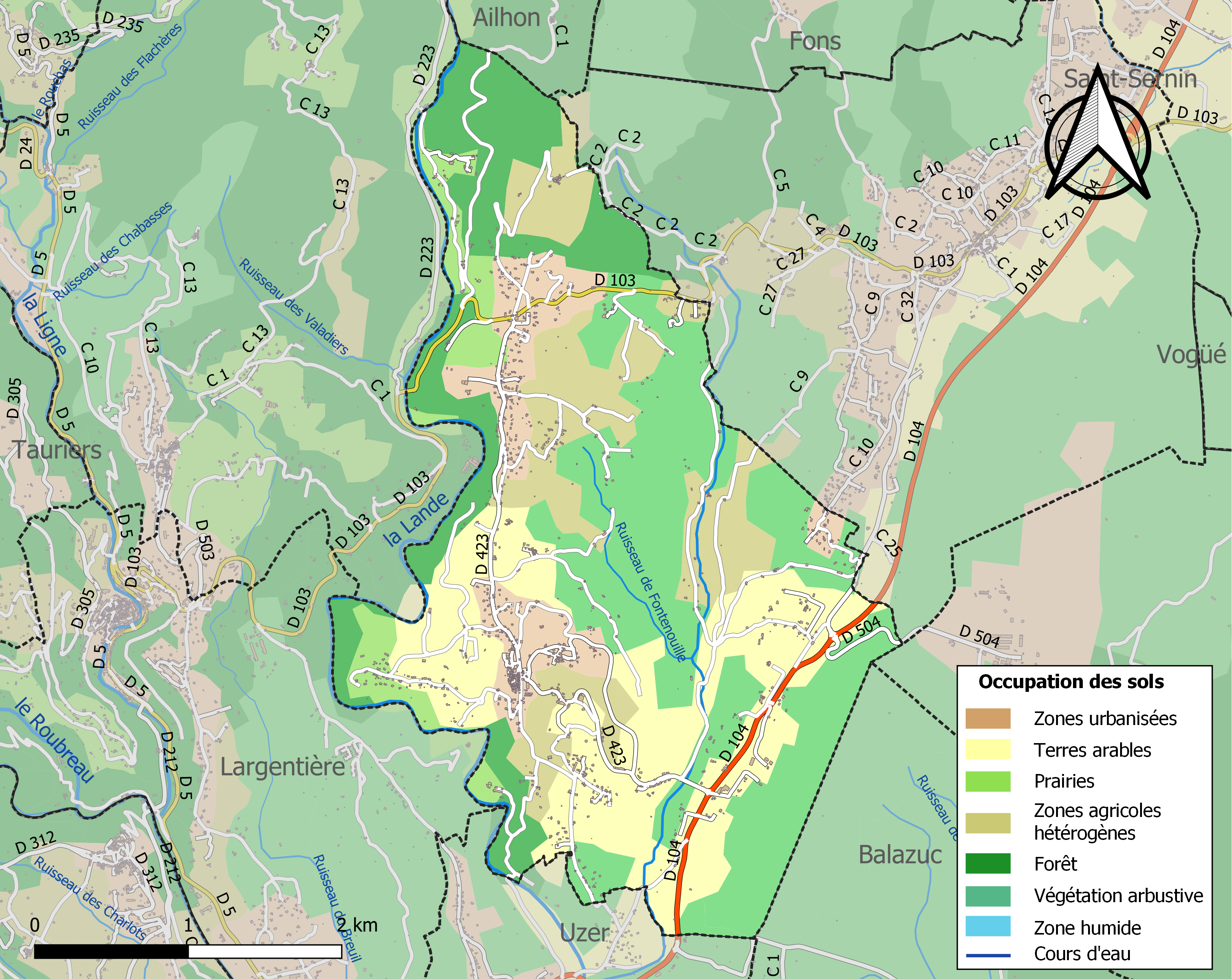

## Demografie
Onderstaande figuur toont het verloop van het inwonertal (bron: INSEE-tellingen).

Vanwege een beveiligingsprobleem met de MediaWiki Graph-software is het momenteel niet mogelijk deze grafiek weer te geven. Zodra de software is bijgewerkt zal de grafiek vanzelf weer zichtbaar worden.

## Externe links

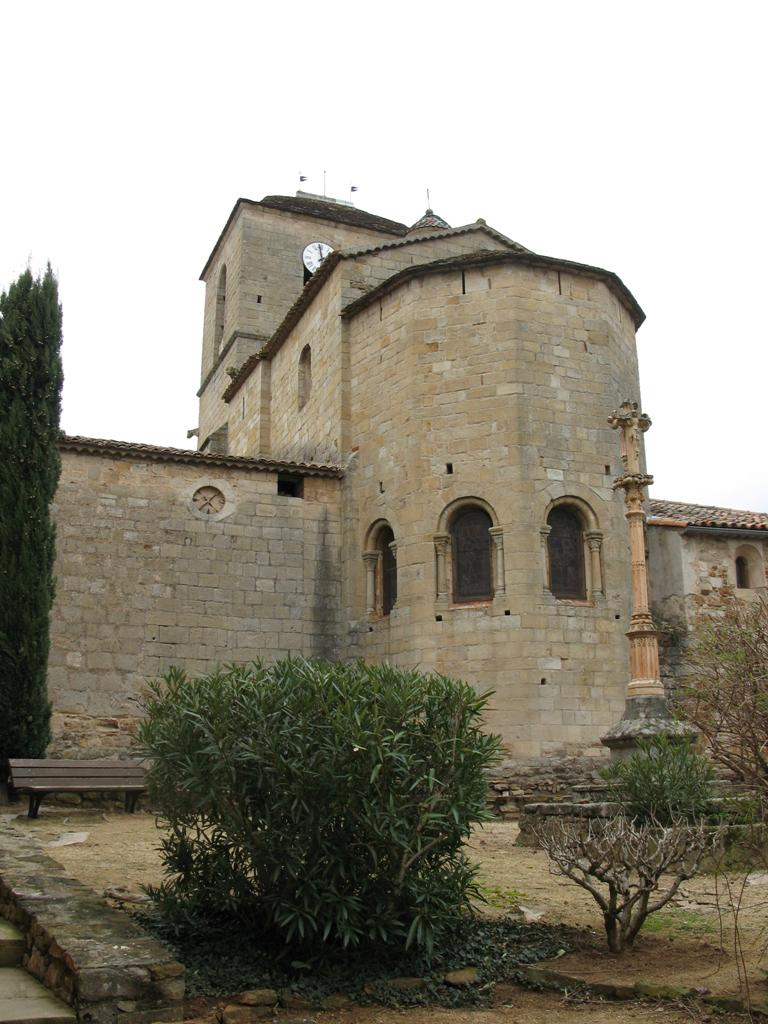
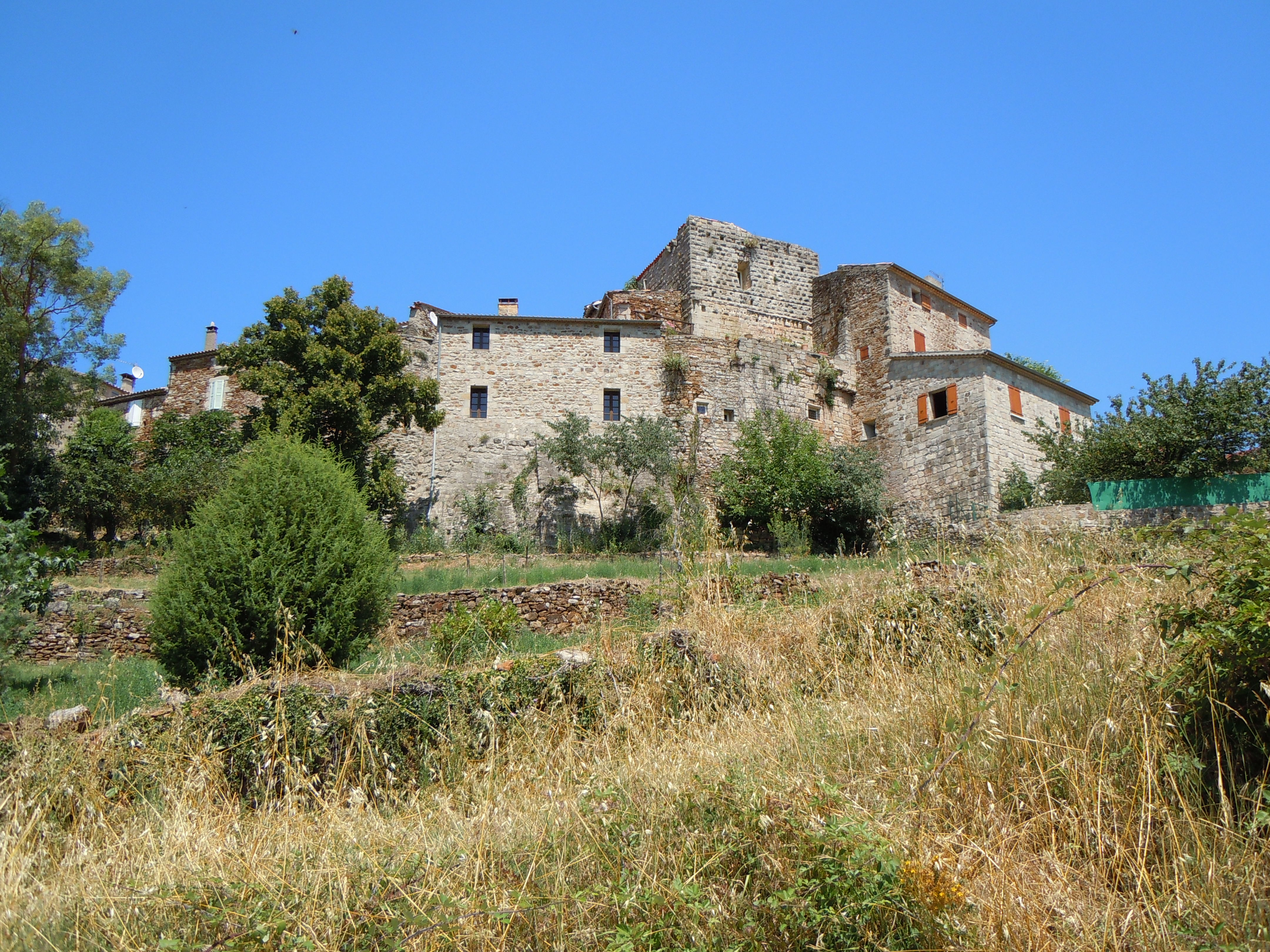
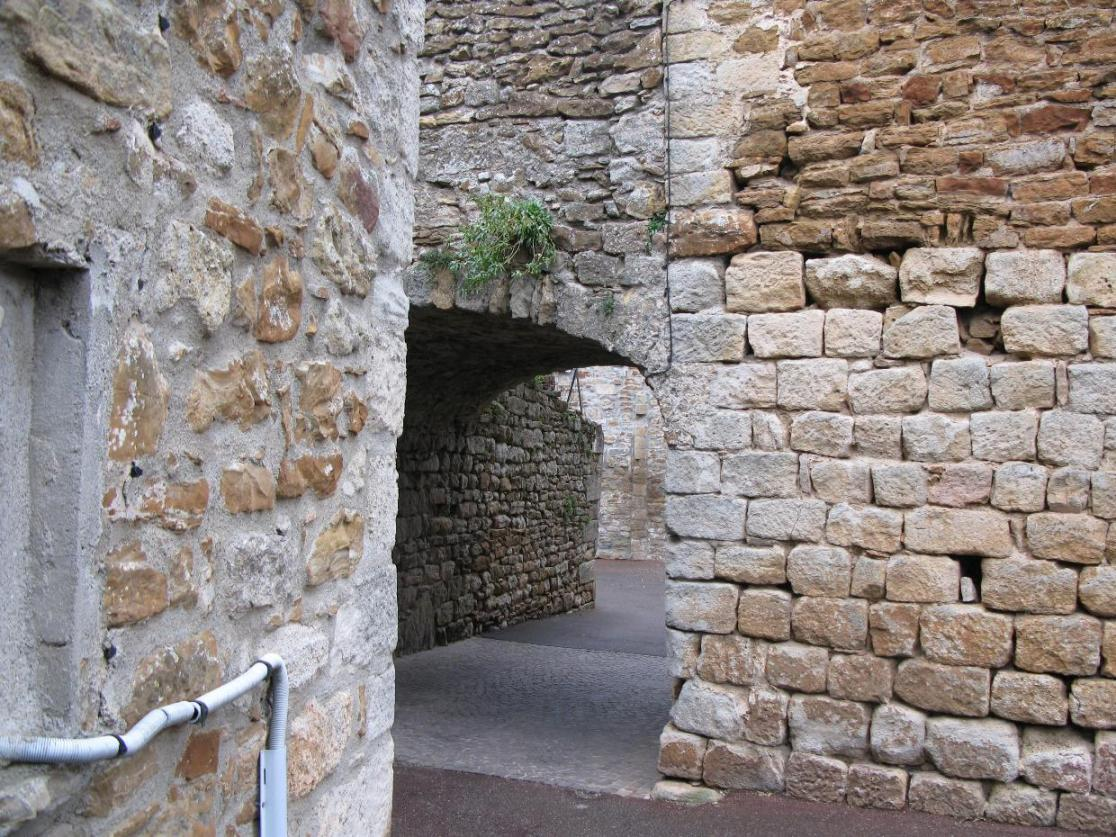
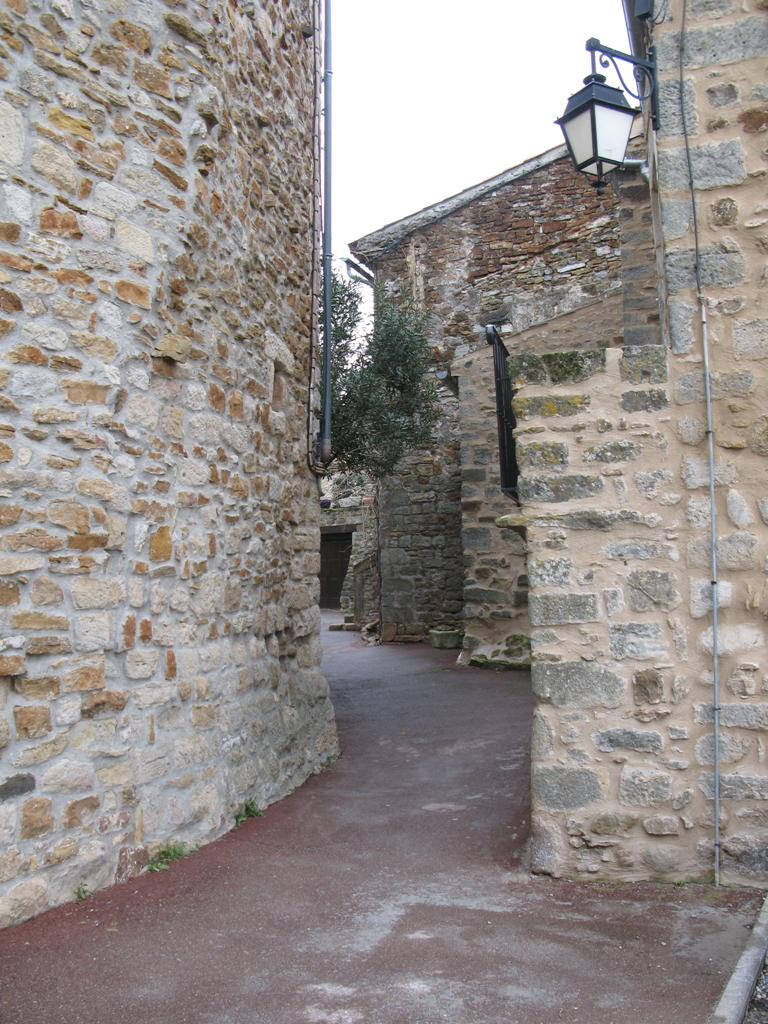